# Вулф, Олег Владимирович
Оле́г Влади́мирович Вулф (3 декабря 1954, Молдавская ССР, СССР — 21 июля 2011, Нью-Йорк, США) — русский писатель и поэт, редактор.

## Биография
По специальности и первой профессии физик. Многие годы провёл в геофизических экспедицих на Памире, Кавказе, Урале. Последние годы жизни провёл в Квинсе, штат Нью-Йорк.
Основатель и главный редактор литературного журнала «Стороны Света» (2005), выходящего в Нью-Йорке на русском и английском языках. Руководил издательством «Стосвет».
Публикации в России: журналы «Знамя», «Воздух»; за пределами России: «Слово/Word», «Крещатик» (Германия), «Интерпоэзия», «Стороны Света» и др. Стихи и проза переводились на сербский, английский языки.
Поэзия Вулфа завоевала признание критики. Так, Анна Кузнецова, заведующая отделом библиографии журнала Знамя, писала о книге Олега Вулфа «Снег в Унгенах»:
Сложные и интересные стихи, продолжающие традицию авангарда 20—30-х годов XX века: отголоски раннего Пастернака <...>, раннего Заболоцкого и зрелого Платонова <...> вырастают в немногословное высказывание посттрагического философа<...>.
Комментируя одно из стихотворений Вулфа, поэт Ирина Машинская отмечала:

Чтение стихотворения Олега Вулфа начинается с укола, с космического — невозможного! — ветра (подразумеваемого, в первую очередь, именно этим полыханием), с непонятного волнения, с неопределенной, но внятной тревоги. Ещё ничего не встало на свои места, — а когда встанет — то сразу сдвинется, как в известном чаепитии, ибо в стихах слова (вернее, их образы у читателя) никогда не становятся на свои места навсегда. Но уже внятен требовательный, ясный голос, внятен во всей своей первоначальной неопределенности, непонятности — очень определенный — звук.

Критик Сергей Костырко, со своей стороны, писал в журнале «Новый мир» о прозаических книгах Олега Вулфа «Весной мы увидим Соснова» и «Бессарабские марки»:
То, что делает в литературе Вулф, можно сравнивать с современным абсурдизмом (по части нарушения привычных нам внутренних связей слова и образа), можно — с образчиками лирико-философской прозы мастеров XX века (то есть мифологемы, растущие из образного ряда его прозаических миниатюр, всегда сориентированы здесь на философогему), свободу обращения со словом у Вулфа можно сравнивать с хлебниковской и т. д.; сравнивать с пользой для понимания и без вреда для восприятия этих текстов — Олег Вулф действительно мастер оригинальный..

## Интервью
- Не наблюдают счастливые часовых… Интервью Ларисе Володимеровой // НостальЕжи. — 19 июня 2000 года.
- Радио Свобода, вместе с Ириной Машинской, 20 декабря, 2005.
- Радио Свобода, вместе с Ириной Машинской, 20 апреля, 2009.
- Я приблизился к России через литературу (недоступная ссылка). Интервью Фонду «Русский Мир».